# 吴晗
吴晗（1909年8月11日—1969年10月11日），原名吳春晗，字伯辰，笔名语轩、酉生等，男，浙江义乌人，中國近代历史学家。先后加入中国民主同盟和中國共產黨。曾任云南大学、西南联合大学、清华大学教授，中国科学院历史研究所学术委员，中国科学院哲学社会科学部学部委员，北京市政协副主席，北京市人民委员会副市长。文化大革命期間因為其京剧剧本《海瑞罷官》而被當權者批鬥，精神上和肉体上都惨遭摧残。1968年3月被捕入狱，1969年10月在狱中去世，其骨灰至今下落不明。

## 生平
1929年考入上海吳淞中國公學大學部預科，时任校长为胡适。1930年未能转入燕京大学历史系，经顾颉刚帮助，於燕京大學圖書館中日文編考部任職館員。1930年因寫成《胡應麟年譜》，受到胡适赏识，希望能够获得推荐直接进入北京大学读书，但胡适希望其参加考试。1931年7月13日至22日，几乎同时参加了北京大学和清华大学的转学生入学考试。其北大考试因数学零分而未被录取，而清华的转学生入学考试仅考党义、国文、英文、中史、西史，以及物理、化学、生物、论理“任选一门”，故此顺利录取清華大學史學系（主任蒋廷黻）。胡适写信推荐其當工讀生，專治明史。
1934年畢業並留校任校，專講明史。頗受顧頡剛、胡適、傅斯年等提攜。1937年起先後任教於雲南大學、西南聯合大學。1943年7月，在昆明加入中国民主同盟。

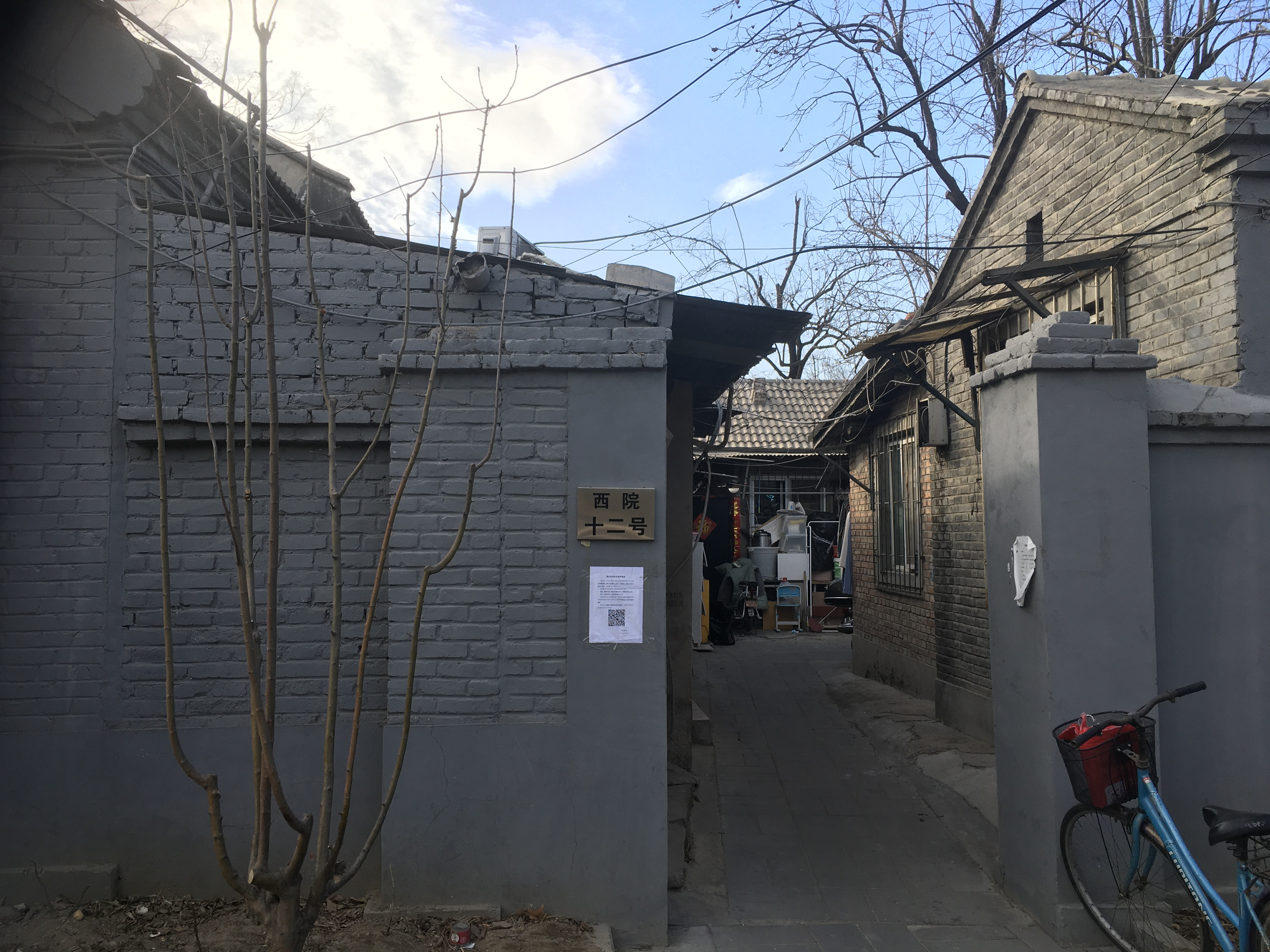
吳晗故居（清華大學西院12號）

1946年5月，西南联大停办，返回北平，任清华大学教授，其在清华的住所旧西院12号是中共地下党的联络站。1948年秋奔赴解放区西柏坡，见到毛泽东，就《朱元璋传》进行了长谈，以後毛澤東又再修函致意。
1949年1月，参加接管北大、清华的工作，任清华大学校务委员会副主任、文学院长、历史系主任等职。11月任北京市副市长。
1953年，任中華全國青年聯合會副主席。以后还历任中國科學院歷史研究所學術委員，中國科學院哲學社會科學部學部委員，北京市政協副主席等職。1954年，中国史学会公布第一届理事会名单，郭沫若担任主席，吴玉章、范文澜担任副主席，他担任常务理事。
1954年起主持改繪楊守敬的《歷代輿地圖》，標點《資治通鑑》和《二十四史》，明十三陵中定陵的發掘等工作，後主編《中國歷史小叢書》、《外國歷史小叢書》等系列。
1955年10月，时任北京市副市长的吴晗发起挖掘明长陵，实地勘测后改为定陵。因当时文物保存条件不足，规章制度不规范，造成大量文物损坏，成为中国考古一大悲剧。
1957年积极参加反右斗争，6月亲自主持对储安平的批斗，8月又揭发批判罗隆基。公开加入中国共产党。1959年4月，鉴于大跃进期间出现的各级官员虚报成绩的现象，毛泽东提出要学习明代著名清官海瑞“刚正不阿，直言敢谏”的精神。之后，作为明史专家的吴晗随即发表了《海瑞骂皇帝》、《论海瑞》、《海瑞罢官》等作品。当时毛泽东对于这些作品大加赞许，并赠送自己亲笔签名的《毛泽东选集》给吴晗。吴晗也因此成为当时中国最出名的知识分子之一。
1965年，毛泽东的妻子江青前往上海停留了幾個月，上海市长柯庆施指派张春桥和姚文元协助其工作。同年11月10日，由姚文元执笔的《评新编历史剧〈海瑞罢官〉》在上海《文汇报》发表，突然对多年来受到肯定的《海瑞罢官》进行批判。文章认为《海瑞罢官》宣传了错误的阶级思想，“并不是芬芳的香花，而是一株毒草”。
1966年4月，《人民日报》、《红旗》杂志等报刊先後发表《〈海瑞骂皇帝〉和〈海瑞罢官〉的反动实质》、《〈海瑞骂皇帝〉和〈海瑞罢官〉是反党反社会主义的大毒草》等文章，进而把皇帝罢了海瑞的官，同庐山会议上撤消了彭德怀职务一事联系在一起，使对《海瑞罢官》的批判带上更为浓重的政治色彩。史学界、文艺界、哲学界等社会科学领域开始进行全面的“揭盖子”。由毛泽东指示、各方对《海瑞罢官》的批判，為中国的文化大革命掀開了序幕。吴晗在文化大革命中被认为反毛泽东路线，遭到批鬥。

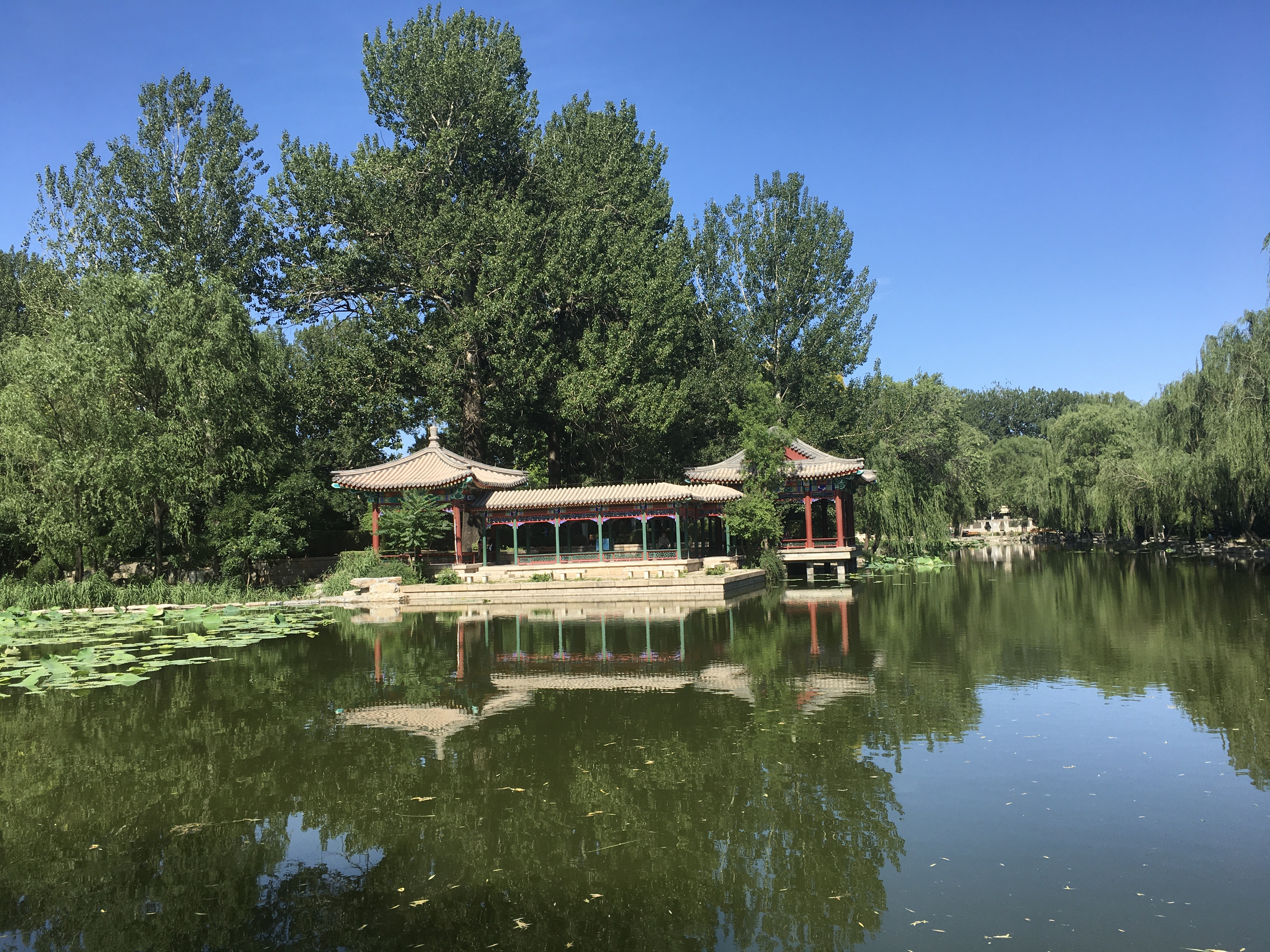
清華大學晗亭

1968年3月经康生、谢富治批准被捕入狱。1969年3月18日，妻子袁震在劳改队病死。1969年10月11日早晨，他在狱中死去，死因不明。其骨灰至今下落不明。

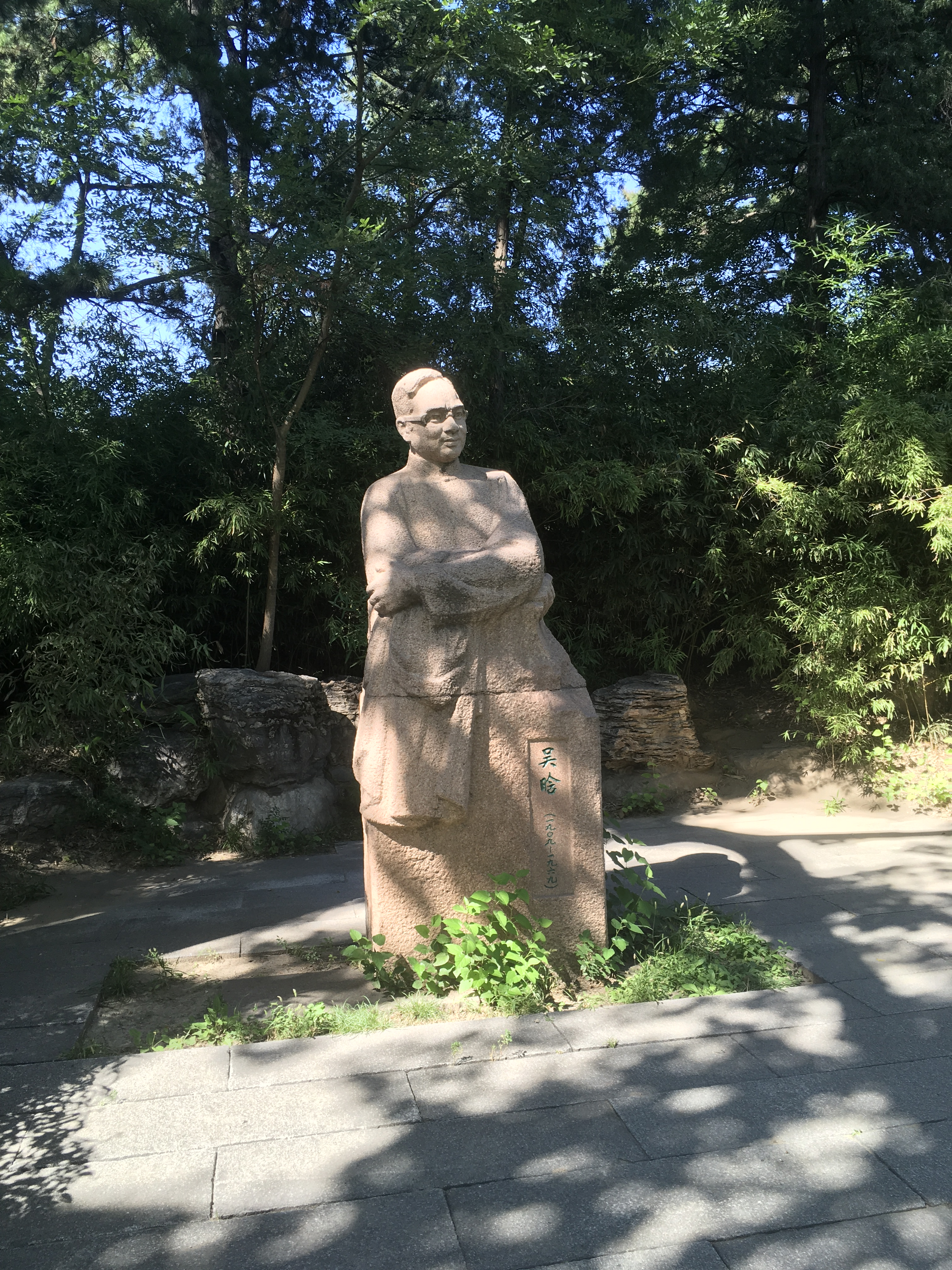
位於近春園的吳晗雕像

## 身后
1976年9月23日，養女吳小彥在精神病院自殺。
1979年7月，北京市委为“三家村反党集团”冤案平反，为吴晗恢复党籍，恢复名誉。

## 争议
吳晗在1950及60年代批鬥其他知識份子時，非常投入和賣力，最後也在政治鬥爭中落得同樣的下場。1978年10月下旬，在美国余英时家中，默存先生（指钱锺书）忽然看着费孝通先生说，“你记得吗？吴晗在一九五七年‘反右’时期整起别人来不也一样地无情得很吗？”（大意如此）回话的神情和口气明明表示出费先生正是当年受害者之一。
吴晗主张拆除北京城墙和古建筑，甚至提出过改建故宫的构想。这也让他与以梁思成为代表的反对拆毁北京古建筑派發生激烈的交锋。
1955年10月，时任北京市副市长的吴晗作为发起者，联合了当时的中国科学院院长郭沫若、文化部副部长沈雁冰、人民日报社社长邓拓、中国科学院历史研究所第三所所长范文澜等人，联名上书政务院，请求发掘明成祖永乐皇帝的陵墓长陵，很快就获得周恩来总理的批准，尽管当时它受到了来自国家文物局局长、中国科学院考古研究所所长郑振铎和副所长夏鼐等考古专家们的理性反对。后实地探测改挖明定陵，在挖掘工作中，由于技术落后及文化大革命运动，大量文物遭到破坏。
文化大革命结束後，中华人民共和国官方对吴晗的评价多为正面。然而章詒和所著《往事并不如烟》披露在文化大革命之前，吴晗曾同康生一样，利用其职权强行从中国大陆文物收藏家手中廉价收购珍贵文物。

## 家庭
- 祖父：吳懋環
- 父：吳璸珏
- 母：蔣三英（又名「山蔭」;与「三英」諧音）
- 弟：吳春曦
- 妹：吳浦月
- 妹：吳浦星
- 妻：袁震
- 養女：吳小彥
- 養子：吳彰

### 引用
1. ↑  . 新华网. 2008-09-08  [2008-09-08]. （原始内容存档于2008-10-04） （中文（简体））.
2. ↑  “胡适：旧伦理中新思想的师表”，http://dangshi.people.com.cn/GB/85040/12407757.html （页面存档备份，存于）
3. ↑  见《国立清华大学本科招考简章》(民国二十年)，《清华周刊》第35 卷(向导专号)，第11、12 期，1931 年6 月1 日，第191 页。
4. ↑  吴晗:《致杨志冰》(1931 年8 月8 日)，见苏双碧主编:《吴晗自传书信文集》，第54 页。
5. ↑  毛澤東於1948年11月24日致吳晗信裡提及：“辰伯先生：兩次晤談，甚快。大著閱畢，茲奉還。此書用力甚勤，掘發甚廣，給我啟發不少，深為感謝。有些不成熟的意見，僅供參考，業已面告。此外尚有一點，即在方法問題上，先生似尚未完全接受歷史唯物主義作為觀察歷史的方法論。倘若先生於這方面加力用一番功夫，將來成就不可限量。謹致革命的敬禮！ 毛澤東 十
一月二十四日。”中共中央文獻研究室，《毛澤東書信選集》（北京：人民出版社，1983）。
6. ↑  钱蓉主编. . 福州：福建人民出版社. 2005.06: 6. ISBN 7-211-05020-9.
7. ↑  戴学稷，徐如编. . 2009.11: 301.
8. ↑  张蓬舟，张仪郑编辑. . 大公报社. 1955.01: 417.
9. ↑  .   [2015-04-24]. （原始内容存档于2018-07-12）.
10. ↑  . 人民网. 2001-06-12  [2008-09-08]. （原始内容存档于2020-04-30） （中文（简体））.
11. ↑  . 人民日报. 新华网. 1965-11-30  [2008-09-08]. （原始内容存档于2016-05-23） （中文（简体））.